# Вербове дерево
«Вербове дерево» (англ. The Willow Tree) — американська драма режисера Генрі Отто 1920 року.

## Сюжет
Японська дівчина закохується в англійця, який незабаром після цього вирушає на війну проти Німеччини у Європі. Вона живе чотири роки в очікуванні його повернення.

## У ролях
- Віола Дена — О-Ріу
- Едвард Коннеллі — Томотада
- Пелл Трентон — Нед Гамільтон
- Гаррі Данкінсон — Джеффрі Фуллер
- Еліс Вілсон — Мері Фуллер
- Френк Токунага — Джон Чарльз Гото
- Того Ямамото — Ітомудо
- Джордж Кува — Кімура
- Том Рікеттс — священик
- Ютака Абе — Ного